# Kastanjeboom van de Honderd Paarden

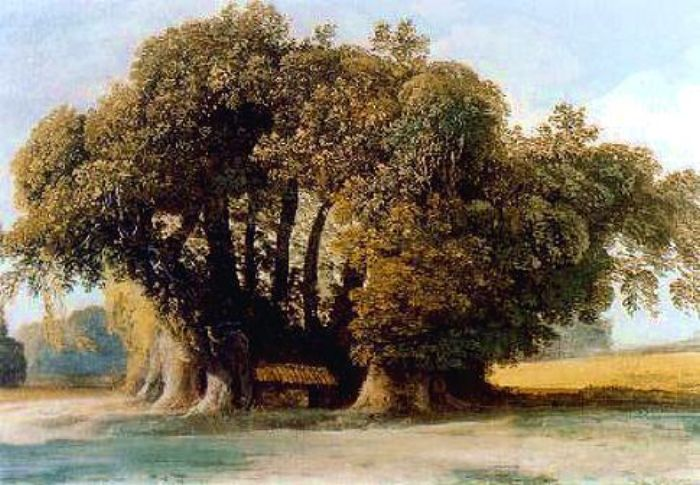
De boom in de tweede helft van de 18e eeuw

De kastanjeboom van de Honderd Paarden (Italiaans: Castagno dei Cento Cavalli) is een oude monumentale tamme kastanje op het Italiaanse eiland Sicilië.
In onderzoek wordt deze boom beschreven als de grootste en oudste levende boom van zijn soort (Castanea sativa). Zijn omvang bedraagt ca. 68 meter. Men schat zijn leeftijd op meer dan 2000 jaar. Alhoewel de stam gespleten is door de ouderdom wijst onderzoek van de enkelvoudige wortelgroei op eenzelfde boom. Volgens een legende bood de boom in 1308 bescherming aan Giovanna, koningin van Aragon, op weg naar de Etna en haar gevolg met honderd paarden. De boom is uitgeroepen tot Italiaans natuurmonument en in 2008 tot Unesco Boom van de Vrede en Unesco werelderfgoed. De boom is beschermd.
Beeldende kunstenaars vonden inspiratie bij deze uitzonderlijke boom. Er zijn ook verschillende liederen en lofgedichten aan opgedragen.